# Anthony Dablé
(en) Statistiques sur pro-football-reference
Anthony Dablé, né le 25 septembre 1988, est un joueur français de football américain.
Après une carrière amateur aux Centaures de Grenoble, il devient en février 2016 le cinquième Français à signer un contrat avec une franchise de NFL, en intégrant l'effectif des Giants de New York. Il n'est néanmoins pas retenu dans l'effectif final. 
Il revient jouer en Allemagne début 2018 chez son ancienne équipe des New Yorker Lions de Brunswick et rejoint ensuite les Hildesheim Invaders (de) en 2019 et les Leipzig Kings en 2021.
Pour la saison 2022, il se lie avec les Allgäu Comets (en) avec le statut de joueur-entraîneur (des wide receivers).

## Biographie
Il commence à jouer au football américain à l'âge de dix-neuf ans, après avoir découvert ce sport en jouant au jeu vidéo NFL Quarterback Club. De 2007 à 2012, il joue dans le club des Centaures de Grenoble. De 2013 à 2016, il joue dans le championnat d'Allemagne, d'abord avec les Rebels de Berlin puis dans l'équipe des New Yorker Lions, avec lequel il remporte le championnat en 2014 et 2015.
Il évolue entre-temps en équipe de France de football américain, avec laquelle il termine deuxième du championnat d'Europe 2011, et à la quatrième place de la Coupe du monde 2015.
En octobre 2015, il s'engage avec les Argonautes d'Aix-en-Provence, avant d'être contacté par l'équipe NFL des Giants de New York. En février 2016, il signe un contrat avec la franchise afin de participer au camp d'entrainement d'été, dans le but d'être retenu dans l'effectif de la saison 2016. Après avoir passé le premier stade de sélection des 75 joueurs, Dablé est libéré par les Giants à l'occasion de la sélection finale des 53 joueurs. Il est quelques jours plus tard invité par les Patriots de la Nouvelle-Angleterre à participer à des essais.
Dablé paraphe en janvier 2017 un contrat avec les Falcons d'Atlanta en vue de la pré-saison 2017, où il réussit 7 réceptions pour un gain total de 88 yards sur l'ensemble des 4 matchs (moyenne de 22 yards par match). Il est néanmoins libéré le 1er septembre, lors de l'ultime réduction de l'effectif à 53 joueurs.
Il réintègre par la suite les New Yorker Lions à l'intersaison 2018. Il y termine la saison et est transféré en décembre 2018 chez les Hildesheim Invaders (de) évoluant également en GFL.
Pour la saison 2021, il rejoint l'effectif des Leipzig Kings et participe à l'édition 2021 de l'ELF. Il termine la saison régulière en ayant joué 9 matchs (sur les 10 possibles) et compile 4 touchdowns et 532 yards gagnés en 43 réceptions ce qui le classe 10e meilleur receveur de la ligue en termes de yards gagnés.
Il retrouvera pour la saison 2022 les terrains de la GFL1 en signant chez les Allgäu Comets où il évoluera à son poste de prédilection tout en occupant le poste d'entraîneur des wide receivers.
Lors de la saison 2025 de la ELF, Dablé signe avec les Mousquetaires de Paris après leur défaite lors du premier match de saison.

## Statistiques
Dernière mise à jour : 17 août 2025
| Année | Équipe                 | Compétition | MJ |     | Réceptions | Réceptions | Réceptions | Réceptions | Réceptions | Réceptions |
| ----- | ---------------------- | ----------- | -- | --- | ---------- | ---------- | ---------- | ---------- | ---------- | ---------- |
| Année | Équipe                 | Compétition | MJ | Nb. | Yards      | Y/R        | + Lg.      | TD         | Y/M        |            |
| 2021  | Leipzig Kings          | ELF         | 9  | 43  | 532        | 12,4       | 43         | 4          | 59,1       |            |
| 2022  | Leipzig Kings          | ELF         | 12 | 54  | 653        | 12,1       | 46         | 3          | 54,4       |            |
| 2025  | Mousquetaires de Paris | ELF         | 0  | -   | -          | -          | -          | -          | -          |            |
| Total | Total                  | Total       | 21 | 97  | 1 185      | 12,2       | 46         | 7          | 56,4       |            |

## Palmarès

### Professionnel
- Champion d'Allemagne (German Football League) avec les New Yorker Lions (2014, 2015).
- Champion d'Europe (Eurobowl) avec les New Yorker Lions (2015).